# Krating Daeng
Krating Daeng (тай. กระทิงแดง, krathing daeng, krā.tʰīŋ dɛ̄ːŋ, буквально «червоний бик»,  «червоний гаур») - підсолоджений, негазований енергетичний напій, розроблений тайським підприємцем Чалео Йювідья. Напій продається в Південно-Східній Азії, Східній Азії та 165 інших країнах. Чалео запозичив ім'я у гаура (тай. กระทิง, krathing) великої дикої рогатої худоби Південно-Східної Азії. В основі його брендингу лежить логотип Krating Daeng: два бика, що мчать один на одного уособлюють силу, червоний — наполегливість, а сонце на тлі символізує енергію. Krating Daeng став основою для розробки Red Bull, найбільш продаваного енергетичного напою в світі. На момент своєї смерті в 2012 році у віці 88 років, Чалео був мільярдером.

## Історія
Напій Krating Daeng був розроблений в 1975 році. Він містить воду, тростинний цукор, кофеїн, таурин, інозитол і вітаміни групи B . Він був представлений в Таїланді в 1976 році як освіжаючий напій для сільських робітників. Саравут Йювідья (родич Чалео Йювідьї), генеральний директор компанії, говорив, що «Спочатку напій був не дуже популярний, він сильно відрізнявся від інших на ринку, і Чалео в першу чергу зосередився на ринках північної, переважно аграрної частини країни, а не в містах, де сконцентровані інші конкуренти» .
Імідж напою робітничого класу був посилений спонсорською підтримкою тайських боксерських матчів, де часто виставлявся логотип двох червоних биків, що мчать один на одного.
Krating Daeng поступився лідерськими позиціям на внутрішньому ринку Таїланду іншому напою, М-150, і займає третє місце на ринку енергетичних напоїв країни, аж до 7 відсотків частки ринку в 2014 році.

## Red Bull
Тайський продукт відрізняється від бренду Red Bull, розробленого австрійським підприємцем Дітріхом Матешицем. Матешиць був директором з міжнародного маркетингу німецької компанії Blendax, що займається зубною пастою, коли він відвідав Таїланд в 1982 році і виявив, що Krating Daeng допоміг йому впоратися з «джет-лагом». Він працював у партнерстві з T. C. Pharmaceuticals Чалео над адаптацією формули і складу до західних смаків. Red Bull був запущений в 1987 році. Ці дві компанії часто помилково плутають один з одним, але вони є окремими організаціями, орієнтованими на різні цільові ринки, що працюють у співпраці один з одним. Сьогодні компанія Red Bull GmbH на 51 % контролюється сім'єю Йювідья, яка володіє правами на торгову марку цього напою в Європі і США.